# FC Zimbru Kišinjev
Zimbru Kišinjev je moldavski nogometni klub iz glavnog grada Kišinjeva. Oni igraju u Diviziji Naţională, najvišem ligaškom rangu u moldavskom nogometu. Osnovan je u Sovjetskom Savezu 1947. godine, a ušao je u Sovjetsku nogometnu ligu 1956. godine i proveo 11 sezona u njoj prije nego što je ispao iz nje 1983. godine. Nakon raspada Sovjetskog Saveza, Zimbru je postao najjači nogometni klub u novooformljenoj moldavskoj ligi, osvojivši prvih pet prvenstava i osam od prvih devet prvenstava, ali od tada nije osvojio nijedno.

## Povijest

### Sovjetska era
Nakon što je ovaj klub utemeljen kao Dynamo igrao je u drugom razredu sovjetskog nogometa. Promociju u viši rang ostvario je 1955. godine kao Burevestenik. Pod istim nazivom igrao u istom rangu te ostvaruje najbolji rezultat u povijesti, šesto mjesto. Nakon boravka na dnu tablice za nekoliko sezona ispadaju iz lige.
Tim je proveo neko vrijeme u prvoj ligi s promjenjivim rezultatima: od borbe za ostanak (1971.) pa sve do plasmana u više lige.
Nakon ispadanja 1986. godine, klub opet mijenja ime, sada u Nistru. U drugoj ligi provode dvije sezone. U drugoj sezoni (1988.) ulaze u viši rang i tu igraju sve do raspada SSSR-a. 

### Moldovska era
Od samostalnosti Moldavije klub nosi sadašnje ime Zimbru, te kao takav dominira u moldavskom nogometu. U ovom periodu Zimbru osvaja prvenstvo osam puta, te kup pet puta. Zadnji puta prvaci Moldavije bili su 2000. godine, a osvajači kupa, 2007. godine.
U međunarodnom nogometu Zimbru je ostvario najbolji plasman u kupu UEFA-e u sezoni 1995./96. kada su dosegli drugi krug (ispali od praške Slavije sa 6:3), dok su u LP 2 puta bili u 3. pretkolu. 

## Grb i boje kluba
Od utemeljenja kluba, boje kluba su uvijek bile žuta i zelena. Kroz povijest, Zimbru je imao mnogo grbova. Tradicionalna boja je uvijek bila prisutna na klupskim grbovima.

## Stadion
Zimbruov domaći teren je Zimbru stadium, stadion namijenjen samo za nogomet koji je smješten u okrugu Botanica, u Kišinjevu. Otvoren je 2006. godine. Stadion ima prirodan travnjak za igru, a njegov kapacitet je 10.400 sjedećih mjesta.

## Uspjesi
- Divizia Naţională: 8

1992., 1993., 1994., 1995., 1996., 1998., 1999., 2000.
- Moldavski kup: 6

1997., 1998., 2003., 2004., 2007., 2014.

## Vanjske poveznice
- Službene internet stranice